# Gabinet Merkel IV
El quart gabinet d'Angela Merkel constitueix el govern actual de la República Federal d'Alemanya. El 14 de març de 2018 va succeir el Govern Merkel III a partir dels resultats al Bundestag de les eleccions federals del 24 de setembre de 2017.
La cap de govern (dita a Alemanya cancellera, Kanzlerin) és Angela Merkel, a la qual se sumen un total de 15 càrrecs ministerials més d'un total de tres partits. A la vegada, cada cartera té un nombre divers de secretaris d'Estat per a assumptes més concrets.

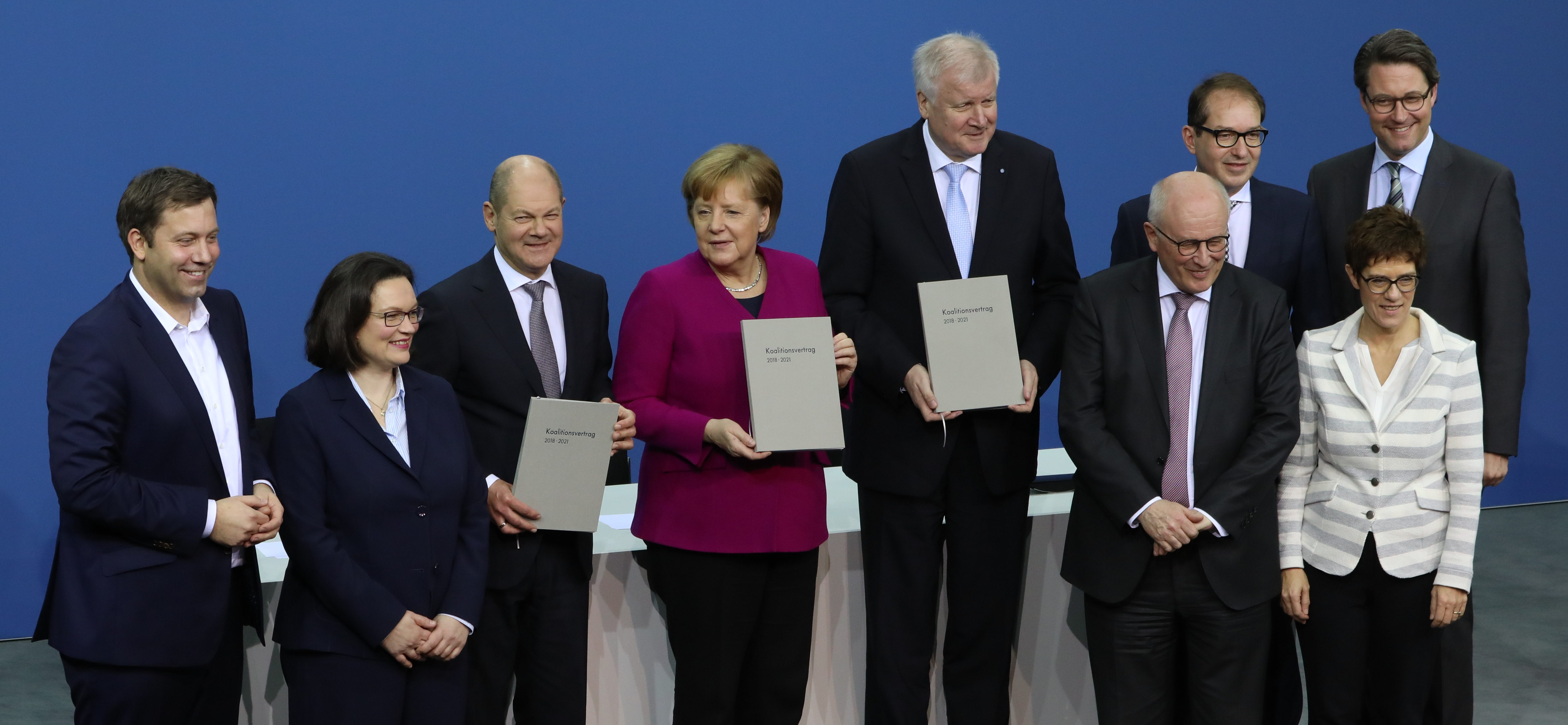
El govern federal d'Alemanya està integrat per membres de tres partits diferents: la CDU, la CSU i l'SPD.

## Composició
| Posició de protocol | Càrrec                                                                       | Imatge | Persona en el càrrec       | Partit | Des de                                        | Secretaris d'Estat Parlamentaris                                      |
| ------------------- | ---------------------------------------------------------------------------- | ------ | -------------------------- | ------ | --------------------------------------------- | --------------------------------------------------------------------- |
| 1                   | Cancellera d'Alemanya                                                        |        | Angela Merkel              | CDU    | 22 de novembre de 2005                        | Annette Widmann-Mauz Monika Grütters Hendrik Hoppenstedt Dorothee Bär |
| 2                   | Vicecanceller d'AlemanyaMinistre Federal de Finances                         |        | Olaf Scholz                | SPD    | 14 de març de 2018                            | Bettina Hagedorn Christine Lambrecht                                  |
| 3                   | Ministre d'Afers Exteriors                                                   |        | Heiko Maas                 | SPD    | 14 de març de 2018                            | Nils Annen Michelle Müntefering Michael Roth                          |
| 4                   | Ministre Federal de l'Interior per a la Construcció i la Llar                |        | Horst Seehofer             | CSU    | 14 de març de 2018                            | Günter Krings Stephan Mayer Marco Wanderwitz                          |
| 5                   | Ministra Federal de Justícia i Protecció al Consumidor                       |        | Christine Lambrecht        | SPD    | 27 de juny de 2019                            | Rita Hagl-Kehl Christian Lange                                        |
| 5                   | Ministra Federal de Justícia i Protecció al Consumidor                       |        | Katarina Barley            | SPD    | 14 de març de 2018 – 27 de juny de 2019       | Rita Hagl-Kehl Christian Lange                                        |
| 6                   | Ministre Federal d'Economia i Energia                                        |        | Peter Altmaier             | CDU    | 14 de març de 2018                            | Thomas Bareiß Christian Hirte Oliver Wittke                           |
| 7                   | Ministre Federal de Treball i Afers Socials                                  |        | Hubertus Heil              | SPD    | 14 de març de 2018                            | Annette Kramme Kerstin Griese                                         |
| 8                   | Ministra Federal d'Alimentació i Agricultura                                 |        | Julia Klöckner             | CDU    | 14 de març de 2018                            | Hans-Joachim Fuchtel Michael Stübgen                                  |
| 9                   | Ministra Federal de Defensa                                                  |        | Ursula von der Leyen       | CDU    | 17 de desembre de 2013 — 17 de juliol de 2019 | Thomas Silberhorn Peter Tauber                                        |
| 9                   | Ministra Federal de Defensa                                                  |        | Annegret Kramp-Karrenbauer | CDU    | 17 de juliol de 2019                          | Thomas Silberhorn Peter Tauber                                        |
| 10                  | Ministra Federal de Família, Tercera Edat, Dones i Joventut                  |        | Franziska Giffey           | SPD    | 14 de març de 2018                            | Caren Marks Stefan Zierke                                             |
| 11                  | Ministre Federal de Salut                                                    |        | Jens Spahn                 | CDU    | 14 de març de 2018                            | Thomas Gebhardt Sabine Weiss                                          |
| 12                  | Ministre Federal de Transport i Infraestructura Digital                      |        | Andreas Scheuer            | CSU    | 14 de març de 2018                            | Steffen Bilger Enak Ferlemann                                         |
| 13                  | Ministra Federal de Medi Ambient, Protecció de la Natura i Seguretat Nuclear |        | Svenja Schulze             | SPD    | 14 de març de 2018                            | Florian Pronold Rita Schwarzelühr-Sütter                              |
| 14                  | Ministra Federal d'Educació i Investigació                                   |        | Anja Karliczek             | CDU    | 14 de març de 2018                            | Michael Meister Thomas Rachel                                         |
| 15                  | Ministre Federal de Cooperació Econòmica i Desenvolupament                   |        | Gerd Müller                | CSU    | 17 de desembre de 2013                        | Norbert Barthle Maria Flachsbarth                                     |
| 16                  | Ministre d'Afers Especials Cap de la Cancelleria Federal                     |        | Helge Braun                | CDU    | 14 de març de 2018                            |                                                                       |